# هيئة حراسات بغديدا
هيئة حراسات بغديدا هي ميليشيا مسلحة مؤلفة من المسيحيين الموجودين في بلدة بغديدا في محافظة نينوى، أنشئت في سنة 2004 وكان هدفها حماية الكنائس في بغديدا وقد عملت مع الشرطة العراقية وقوات البشمركة الكردي. وقد خاضت هذه الميليشيا بعد سيطرة تنظيم الدولة الإسلامية في العراق والشام على مدينة الموصل والتي تبعد حوالي 60 كلم غرب بغديدا وقد خاضوا معارك ضد التنظيم إلا أنهم إنسحبوا من بغديدا بعد نزوح أهاليها منها وهزيمة قوات البشمركة هُناك بعد 6 أغسطس عام 2014.